# Vilejka
Vilejka (in bielorusso Вілейка?; in russo Вилейка?; in lituano Vileika; in polacco Wilejka) è un comune della Bielorussia, situato nella regione di Minsk.
Nei pressi del paese è presente un trasmettitore in banda VLF della Marina militare russa.